# Lagynogaster suenosnoi
Lagynogaster suenosnoi är en tvåvingeart som beskrevs av Frey 1937. Lagynogaster suenosnoi ingår i släktet Lagynogaster och familjen rovflugor. Inga underarter finns listade i Catalogue of Life.